# 劉翔 (前燕)
劉 翔（りゅう しょう、生没年不詳）は、五胡十六国時代前燕の人物。劉祥とも表記される。平原郡の出身。

## 経歴
永嘉の乱を避け、同郡出身の宋該や杜群と共に都督幽州諸軍事の王浚に帰順したが、やがて見限って段部を頼った。
その後、段部も主君としては足りないと考え、諸々の流民を引き連れて慕容部の首領慕容廆に帰順した。
大興元年（318年）3月、主薄に任じられ、慕容廆政権における儀法の制定に携わった。
咸和8年（333年）5月、慕容廆がこの世を去り、嫡男の慕容皝が後を継いだ。やがて劉翔は功曹・長史に任じられた。
咸康4年（338年）5月、後趙の君主石虎が数十万といわれる大軍を前燕へ侵攻させると、前燕の成周内史崔燾・居就県令游泓・武原県令常覇・東夷校尉封抽・護軍宋晃らはみなこれに呼応し、凡そ36城が帰順した。その後、折衝将軍慕輿根・盪寇将軍慕容恪らの奮戦により後趙軍が全面撤退すると、慕容皝は兵を分けて後趙に寝返った諸々の城砦へ進ませ、これらを全て降した。今回の一件で多数の反乱者が捕らえられて誅滅の憂き目に遭ったが、劉翔は法に則って適切に彼らの罪を判断したので、多数の者が命を救われたという。
咸康5年（339年）10月、慕容皝の命により、参軍鞠運と共に建康に向かい、後趙との戦いの勝利報告と、また慕容皝が仮に王位を名乗ったことの意図の説明をすると共に、さらに時期を定めて大軍を挙げて共に中原を平定する事を持ち掛けようとした。
劉翔が建康に到達すると、成帝は引見して慕容鎮軍（慕容皝）が普段どのようであるか尋ねた。これに劉翔は「臣が派遣された日も、（東晋の）朝服を身に着けておりました」と答えた。また、劉翔は慕容皝を大将軍・仮燕王に認め、王の璽を下賜するよう請うたが、朝議での結論は「大将軍が辺境にいた例が無く、漢・魏の時代より異姓の者を王に封じた事が無い。これは認められない」との事だった。
これに劉翔は「劉・石（劉淵と石勒）が乱を起こして以来、長江以北は多数の戎が横行し、未だ中華の公卿が甲冑を身に纏ってこれに対抗し、凶逆を打ち破ったなど聞いた事がありません。ただ慕容鎮軍の父子（慕容廆・慕容皝はいずれも鎮軍大将軍を務めている）だけが力を尽くし、本朝（東晋）を慕い、寡兵でもって敵を撃ち、幾度も強敵を殲滅させたのです。そして石虎は我々を恐れて辺境の民を尽く移して三魏の地に散居させ、国土は大幅に後退し、薊城が北の国境となりました。これほどの功績を立てましたが、それでも（東晋朝廷は）海北の地（遼西・遼東）を惜しんで封邑となそうとされません。これはどうしてでしょうか！昔、漢の高祖（劉邦）は王爵を惜しまずに韓・彭（韓信・彭越）に与え、故に帝業を成す事が出来たのです。項羽は印璽を惜しんで授けなかったので、危亡を招いて卒したのです。我が心は自らの主君（慕容皝）を尊んでいるのではありません。聖朝（東晋）が忠義の国を疎遠にする事で、四海からの勧慕（褒賞を与える事により敬慕される事）を失う事を惜しんでいるのです」と訴えた。
東晋の尚書諸葛恢は劉翔の姉の夫であったが、この件については強硬に反対しており「夷狄が互いに攻め合うのは中国の利益です。ただ、器と名だけは軽々しく与えてはなりません」と主張していた。また劉翔へ対しても「仮に慕容鎮軍が石虎を除く事が出来たとしても、我らはまた第二の石虎を得るだけである。朝廷がどうしてこれを頼みと出来ようか！」と言い放った。これに対して劉翔は「寡婦ですら宗周の隕を知り、これを憐れんでいるのだ（春秋時代、周が封じた諸侯が滅亡した時、これを聞いた婦女は滅亡した諸侯を痛まず、周王室の権威が失墜したことを憂えた）。今、晋室は危機にありながら、憂国の心が無いというのか。もし靡（夏の大臣伯靡）、鬲（有鬲氏）が功を立てなくば、少康はどうして夏を祀る事が出来たであろうか！桓（斉の桓公）、文（晋の文公）が戦いに勝たなければ、野蛮人に同化されていたであろう。慕容鎮軍は枕戈待旦（戦の準備を常に怠らない事）として、凶逆を殲滅せんとしているのだ。それなのに君は邪惑なる言を唱え、忠臣を離間させようとしている。四海が未だ一つとならないのは君のような輩がいるからであろう！」と反論した。
その後も劉翔は1年余りに渡って建康に留まったが、その議論に結論が出る事は無かった。
ある時、劉翔は中常侍彧弘へ「石虎は八州の地を占有し、百万の兵を擁している。その志は江・漢の地を併呑にあり、索頭（拓跋部）・宇文（宇文部）のような諸々の小国は臣服しないものがいない。ただ慕容鎮軍だけが天子を翼戴し、その誠意は天にも通じているが、それでもなお礼遇されていない。恐れるのは天下が（東晋への）礼を解いて心を移してしまい、南へ向く者がいなくなる事である。公孫淵は呉に対して少しの益ももたらさなかったが、呉主（孫権）は燕王に封じ、九錫を加えたのだ。今、慕容鎮軍は幾度も逆賊を撃ち、その威は秦・隴までも震わせている。虎（石虎）は幾度も使者を派遣し、甘言と厚幣をもって、曜威大将軍・遼西王を授けようとしている。だが、慕容鎮軍はその正では無い事を憎み、受けなかった。今、朝廷は虚名を惜しみ、忠順を押さえつけている。これがどうして社稷の長計といえるだろうか！後で悔やもうとも、及ばなくなるのを恐れているのだ」と説くと、彧弘はこれを成帝へ告げた。これを聞いた成帝は考えを改め、認めてもよいのではないかと考えるようになった。
咸康6年（340年）1月、東晋政権の中枢を担っていた庾亮が亡くなり、その弟の庾冰・庾翼が宰相の地位を継承していたが、慕容皝はこれを受けて予め上表文を作成しており、劉翔らはこれを携えて建康へ赴いていた。その内容は、外戚の庾冰・庾翼を重用しないよう申し述べるものであった。また慕容皝は庾冰に対しても書をしたためており、その内容は彼とその兄弟が権力に乗じており、国の恥を注ごうとしていない事を非難するものであった。庾冰はこれらを見て大いに恐れ、慕容皝が遠方の彼方にいることから統制できないと考え、何充らと共に燕王の称号を認める事を勧める上奏を行った。
咸康7年（341年）1月、東晋朝廷は遂に慕容皝を燕王に封じる事を決めた。劉翔もまた東晋朝廷より代郡太守に任じられ、臨泉郷侯に封じられ、さらに員外散騎常侍を加えられたが、劉翔は固辞して受けなかった。
2月、東晋朝廷は大鴻臚郭希に節を持たせて前燕へ派遣し、劉翔もまたこれに伴って北へ向かった。公卿が江上まで劉翔らを見送ると、劉翔は諸公へ向けて「昔、少康は一旅（500人）の兵で有窮氏を滅ぼし、勾践は会稽を拠点として強国の呉へ復讐しました。蔓草でさえ早く除くべきであるのに、ましてや仇敵はどうでしょうか！今、石虎と李寿（成蜀の君主）は互いに併呑を目論んでおります。それなのに王師（皇帝軍）は北方を清めようとも、巴蜀へ向かおうともしない。ひとたび石虎が先に事を起こして李寿を併呑してしまえば、形便の地に拠って東南へ臨むでしょう。そうなればどのような智者であろうとも、その後を対処する事は出来ますまい」と述べた。すると、中護軍謝広は「それこそ我が心である！」と喜んだ。
7月、郭希・劉翔らは前燕へ至った。慕容皝は使持節・侍中・大都督・河北諸軍事・大将軍・幽州牧・大単于に任じられ、燕王に封じられ、その他の官爵は以前通りとされた。慕容皝は劉翔を東夷護軍・大将軍長史に任じた。
その後の事績は明らかになっていない。

## 逸話
劉翔は江南の士大夫が驕奢で節操も無く酒を飲み、互いにこれを尊ぶ風潮に失望していた。ある時、朝廷の貴族が集まった宴会の席で何充らへ「四海が乱れており、忽ち三紀（36年）が過ぎ去った。宗社は廃墟となり、黎民は塗炭の苦しみ（泥や火の中にいるようなひどい苦しみ）を味わっている。廟堂は焦慮しており、忠臣は懸ける時である。にもかかわらず、諸君は江沱の地で欲望の赴くままに遊楽に耽り、贅を尽くすことを栄えとし、好き勝手に驕り高ぶることを賢となしている。謇諤（遠慮のない直言）の言葉は聞かれず、征伐の功績も立てようとしない。これでどうやって主を尊び、民を救うことができようか！」と叱責した。何充らはこれを聞いて甚だ恥じ入ったという。